# يو إف سي 70
يو إف سي 70: تصادم الأمم (بالإنجليزية: UFC 70: Nations Collide)‏ هو حدث لفنون القتال المختلطة نظمته يو إف سي، أُقيم في 21 أبريل 2007، على أخبار مانشستر المسائية أرينا في مانشستر، المملكة المتحدة.